# Sint-Veronakapel

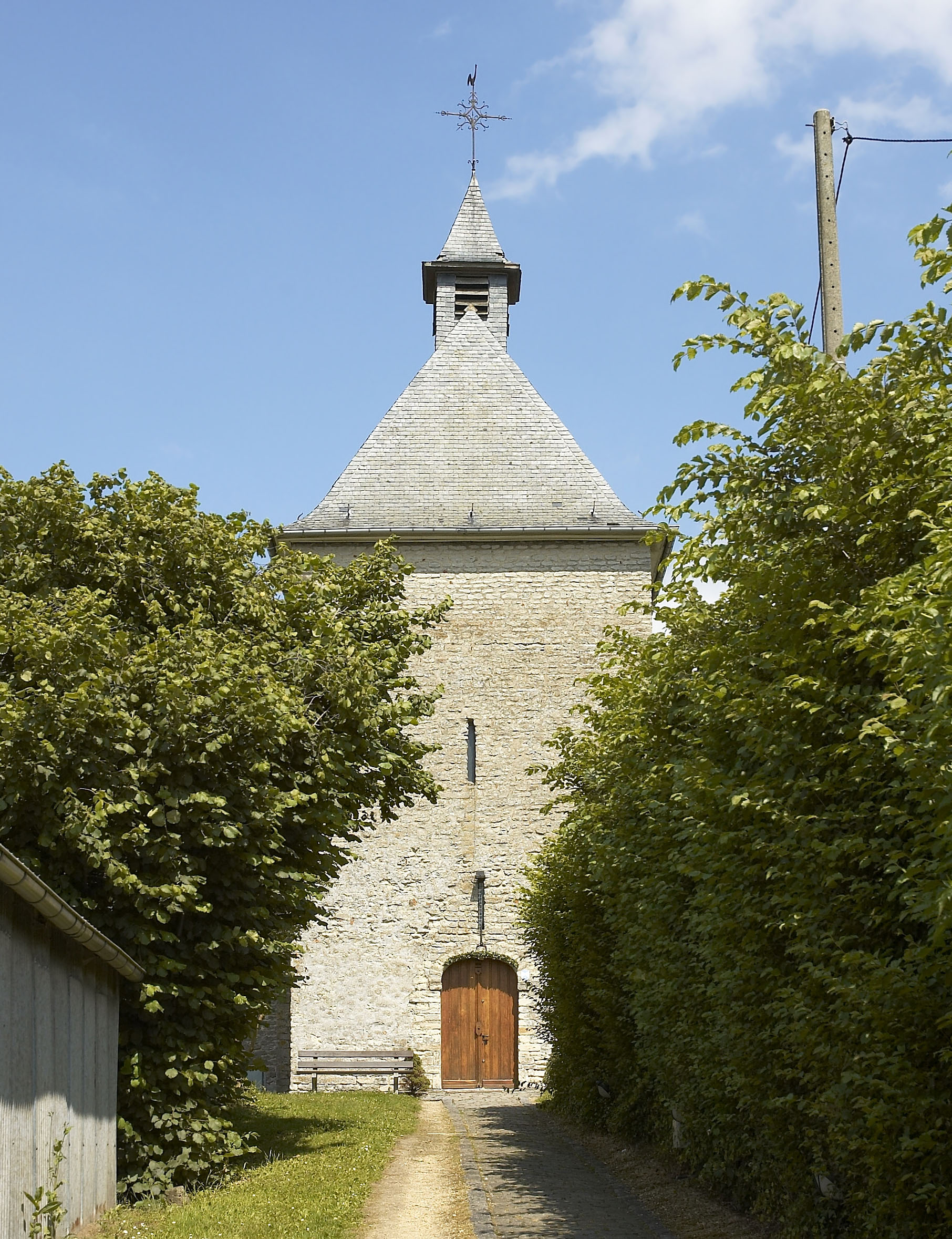
Sint-Veronakapel

De Sint-Veronakapel is een kapel in de tot de Vlaams-Brabantse gemeente Bertem behorende plaats Sint-Verona, gelegen aan de Kapellestraat.

## Geschiedenis
Deze kapel, oorspronkelijk gewijd aan het Heilig Kruis, heeft een zeer oude oorsprong. In 1951 werd een Karolingisch of Merovingisch grafveld gevonden waarbij materialen uit een oud Romeins gebouw werden hergebruikt. In de kapel bevindt zich ook een monolithische stenen sarcofaag die eveneens in 1951 werd opgegraven.
De oudste delen van de kapel, de toren en de oostmuur, zijn van omstreeks 900. De kapel was het eerste kerkgebouw in de vallei van de Voer. Pas iets later werd de westtoren gebouwd die echter niet van buitenaf toegankelijk was. Niet lang na de bouw was er brand in de toren en werd het koor vervangen. In de 12e eeuw werd het koor vernieuwd en verlengd. In de 13e eeuw werden de zijmuren weggebroken en kwamen er zijbeuken.
Inde loop der eeuwen werd de kapel meer in verband gebracht met Sint-Verona.
In de 17e en 18e eeuw raakte de kapel in verval en in 1773 werden de zijbeuken gesloopt. De toren kreeg nu een ingang maar men voordien door de zuidgevel de kerk betrad.
In 1951 werd de kapel gerestaureerd waarbij onder meer de zijbeuken weer werden aangebracht.

## Gebouw
Het is een bouwwerk uit de preromaanse en romaanse tijd (10e-13e eeuw), bestaande uit een voorgebouwde westtoren, een driebeukig kerkschip en een rechthoekig koor. De toren is voorzien van dikke muren met schietgaten en hij was alleen van binnen de kapel uit, met behulp van een ladder, te betreden.
In het koor bevindt zich een laatgotische muurtabernakel. Ook zijn er 18e-eeuwse beelden in barokstijl.